# Natalie Desselle-Reid
Natalie Desselle Reid (Alexandria, 12 de julio de 1967 – 7 de diciembre de 2020) fue una actriz estadounidense, reconocida principalmente por su participación en los filmes B*A*P*S, Def Jam's How to Be a Player y Cinderella, y en las series de televisión Built to Last y For Your Love. Durante tres temporadas interpretó el papel de Janie Egins en la comedia de situación Eve.
La actriz falleció el 7 de diciembre de 2020 debido a complicaciones de cáncer de colon a los cincuenta y tres años.

## Filmografía

### Cine
| Año  | Título                       | Papel              | Notas |
| ---- | ---------------------------- | ------------------ | ----- |
| 1996 | Set It Off                   | Tanika             |       |
| 1997 | B*A*P*S                      | Mickey             |       |
| 1997 | Def Jam's How to Be a Player | Jenny Jackson      |       |
| 2003 | Sweet Hideaway               | Tiffany            |       |
| 2004 | Gas                          | Elizabeth          |       |
| 2009 | Divas                        | Tamika             |       |
| 2010 | Queen Victoria's Wedding     | Victoria Brooks    | Corto |
| 2011 | Madea's Big Happy Family     | Tammy              |       |
| 2011 | Let Lorenzo                  | Madre de Tommy     | Corto |
| 2014 | Zoe Gone                     | Delores Lafontaine |       |

### Televisión
| Año       | Título                | Papel         | Notas           |
| --------- | --------------------- | ------------- | --------------- |
| 1996      | Family Matters        |               | 1 episodio      |
| 1997      | Built to Last         | Tammy Watkins | Papel principal |
| 1997      | Cinderella            | Minerva       | Telefilme       |
| 1998      | Getting Personal      | Vanessa       | 1 episodio      |
| 1998-2000 | For Your Love         | Eunetta       | Papel principal |
| 2002      | Yes, Dear             | Cathy         | 1 episodio      |
| 2003      | ER                    | Ella misma    | 1 episodio      |
| 2003-06   | Eve                   | Janie Egins   | Papel principal |
| 2010      | Freaknik: The Musical | Voz           | Telefilme       |
| 2013      | A Mother's Rage       | Davenport     | Telefilme       |
| 2017      | Ya Killin' Me         | Exesposa      |                 |